# Michael z Kentu
Princ Michael z Kentu (Michael George Charles Franklin; 4. července 1942, Coppins) je člen britské královské rodiny, který je k březnu 2023 padesátý první v linii následnictví britského trůnu. Královna Alžběta II. a princ Michael z Kentu byli přes své otce, krále Jiřího VI. a prince Jiřího, vévodu z Kentu, bratranec a sestřenice. Michaelova matka, princezna Marina Řecká a Dánská, také byla sestřenicí královnina manžela prince Philipa, vévody z Edinburghu, což z něj dělá jak bratrance z druhého kolene, tak syna prastrýce krále Karla III.
Princ Michael občas zastupoval královnu Alžbětu II. během její vlády v oblastech Commonwealthu mimo Spojené království. Jinak má vlastní poradenskou činnost a podniká po celém světě. Představil také pár televizních dokumentů o královských rodinách Evropy.

## Mládí
Princ Michael se narodil 4. července 1942 v Coppins v Iver v Buckinghamshire. Byl třetím dítětem prince Jiřího, vévody z Kentu, který byl čtvrtým synem krále Jiřího V. a královny Marie a mladším bratrem králů Eduarda VIII. a Jiřího VI. V době svého narození byl Michael sedmý v linii následnictví britského trůnu. Jeho matkou byla princezna Marina, dcera prince Mikuláše Řeckého a Dánského a velkovévodkyně Jeleny Vladimirovny Ruské.
Pokřtěn byl 4. srpna 1942 v soukromé kapli hradu Windsor. Jeho kmotry byli jeho strýc z otcovy strany král; královna Vilemína Nizozemská (v zastoupení jejího zetě prince Bernharda); král Haakon VII. Norský (jeho prastrýc); americký prezident Franklin D. Roosevelt (v zastoupení vévody z Kentu); Frederika Hannoverská, dědičná princezna řecká (která nebyla přítomna), manželka Pavla Řeckého, syna jeho prastrýce; princ Henry, vévoda z Gloucesteru (jeho strýc, který nebyl přítomen), markýza vdova z Milford Haven (dcera jeho prapratety z otcovy strany) a lady Patricie Ramsayová (dcera jeho praprastrýce z otcovy strany). Kvůli válce noviny nesdělily místo křtu a místo toho uvedly, že se konal v „soukromé kapli v zemi“.

## Život

Společný erb prince Michaela a princezny Marie Kristiny z Kentu

Studoval na Sunningdale School a Eton College. Roku 1961 vstoupil do Královské vojenské akademie v Sandhurstu odkud byl přidělen k 11. pluku husarů. Roku 1981 odešel z armády s hodností majora.
Dne 30. června 1978 se na Vídeňské radnici oženil s baronesou Marií Christinou von Reibnitz, s dcerou barona Günthera von Reibnitz a hraběnky Marie Anny Szapáry de Muraszombath. Marie byla římskou katoličkou a navíc čerstvě rozvedenou, proto byl princ Michael po sňatku vyřazen z linie nástupnictví na britský trůn. Dne 26. března 2015 byl znovu zařazen do linie následnictví na 45. místě. K září 2022 je na 51. místě. Spolu mají dvě děti:
- Lord Frederick Windsor (* 6. dubna 1979), ⚭ 2009 Sophie Winkleman (* 5. srpna 1980)
- Lady Gabriella Windsor (* 23. dubna 1981), ⚭ 2019 Thomas Kingston (22. června 1978 – 25. února 2024)

Princ Michael příležitostně zastupoval královnu Alžbětu II. při výkonu jejich pravomocí v rámci zemí Commonwealthu (například při oslavách udělení nezávislosti Belize roku 1981).
Hovoří plynně rusky.

## Rodokmen
|                         |                                |  |              |                                              |  |  |  |  |  |  |  | Albert Sasko-Kobursko-Gothajský |
|                         |                                |  |              |                                              |  |  |  |  |  |  |  |                                 |
|                         | Eduard VII.                    |  |              |                                              |  |  |  |  |  |  |  |                                 |
|                         |                                |  |              |                                              |  |  |  |  |  |  |  |                                 |
|                         |                                |  |              | královna Viktorie                            |  |  |  |  |  |  |  |                                 |
|                         |                                |  |              |                                              |  |  |  |  |  |  |  |                                 |
|                         | Jiří V.                        |  |              |                                              |  |  |  |  |  |  |  |                                 |
|                         |                                |  |              |                                              |  |  |  |  |  |  |  |                                 |
|                         |                                |  |              | Kristián IX.                                 |  |  |  |  |  |  |  |                                 |
|                         |                                |  |              |                                              |  |  |  |  |  |  |  |                                 |
|                         | Alexandra Dánská               |  |              |                                              |  |  |  |  |  |  |  |                                 |
|                         |                                |  |              |                                              |  |  |  |  |  |  |  |                                 |
|                         |                                |  |              | Luisa Hesensko-Kasselská                     |  |  |  |  |  |  |  |                                 |
|                         |                                |  |              |                                              |  |  |  |  |  |  |  |                                 |
|                         | Jiří, vévoda z Kentu           |  |              |                                              |  |  |  |  |  |  |  |                                 |
|                         |                                |  |              |                                              |  |  |  |  |  |  |  |                                 |
|                         |                                |  |              | Alexandr Württemberský                       |  |  |  |  |  |  |  |                                 |
|                         |                                |  |              |                                              |  |  |  |  |  |  |  |                                 |
|                         | František z Tecku              |  |              |                                              |  |  |  |  |  |  |  |                                 |
|                         |                                |  |              |                                              |  |  |  |  |  |  |  |                                 |
|                         |                                |  |              | Claudine Rhédey von Kis-Rhéde                |  |  |  |  |  |  |  |                                 |
|                         |                                |  |              |                                              |  |  |  |  |  |  |  |                                 |
|                         | Marie z Tecku                  |  |              |                                              |  |  |  |  |  |  |  |                                 |
|                         |                                |  |              |                                              |  |  |  |  |  |  |  |                                 |
|                         |                                |  |              | Adolf z Cambridge                            |  |  |  |  |  |  |  |                                 |
|                         |                                |  |              |                                              |  |  |  |  |  |  |  |                                 |
|                         | Marie Adelaida z Cambridge     |  |              |                                              |  |  |  |  |  |  |  |                                 |
|                         |                                |  |              |                                              |  |  |  |  |  |  |  |                                 |
|                         |                                |  |              | Augusta Hesensko-Kaselská                    |  |  |  |  |  |  |  |                                 |
|                         |                                |  |              |                                              |  |  |  |  |  |  |  |                                 |
| Michael, vévoda z Kentu |                                |  |              |                                              |  |  |  |  |  |  |  |                                 |
|                         |                                |  |              |                                              |  |  |  |  |  |  |  |                                 |
|                         |                                |  | Kristián IX. |                                              |  |  |  |  |  |  |  |                                 |
|                         |                                |  |              |                                              |  |  |  |  |  |  |  |                                 |
|                         | Jiří I. Řecký                  |  |              |                                              |  |  |  |  |  |  |  |                                 |
|                         |                                |  |              |                                              |  |  |  |  |  |  |  |                                 |
|                         |                                |  |              | Luisa Hesensko-Kasselská                     |  |  |  |  |  |  |  |                                 |
|                         |                                |  |              |                                              |  |  |  |  |  |  |  |                                 |
|                         | Mikuláš Řecký a Dánský         |  |              |                                              |  |  |  |  |  |  |  |                                 |
|                         |                                |  |              |                                              |  |  |  |  |  |  |  |                                 |
|                         |                                |  |              | Konstantin Nikolajevič Ruský                 |  |  |  |  |  |  |  |                                 |
|                         |                                |  |              |                                              |  |  |  |  |  |  |  |                                 |
|                         | Olga Konstantinovna Romanovová |  |              |                                              |  |  |  |  |  |  |  |                                 |
|                         |                                |  |              |                                              |  |  |  |  |  |  |  |                                 |
|                         |                                |  |              | Alexandra Sasko-Altenburská                  |  |  |  |  |  |  |  |                                 |
|                         |                                |  |              |                                              |  |  |  |  |  |  |  |                                 |
|                         | Marina Řecká a Dánská          |  |              |                                              |  |  |  |  |  |  |  |                                 |
|                         |                                |  |              |                                              |  |  |  |  |  |  |  |                                 |
|                         |                                |  |              | Alexandr II. Nikolajevič                     |  |  |  |  |  |  |  |                                 |
|                         |                                |  |              |                                              |  |  |  |  |  |  |  |                                 |
|                         | Vladimír Alexandrovič Romanov  |  |              |                                              |  |  |  |  |  |  |  |                                 |
|                         |                                |  |              |                                              |  |  |  |  |  |  |  |                                 |
|                         |                                |  |              | Marie Alexandrovna                           |  |  |  |  |  |  |  |                                 |
|                         |                                |  |              |                                              |  |  |  |  |  |  |  |                                 |
|                         | Elena Vladimírovna Ruská       |  |              |                                              |  |  |  |  |  |  |  |                                 |
|                         |                                |  |              |                                              |  |  |  |  |  |  |  |                                 |
|                         |                                |  |              | Bedřich František II. Meklenbursko-Zvěřínský |  |  |  |  |  |  |  |                                 |
|                         |                                |  |              |                                              |  |  |  |  |  |  |  |                                 |
|                         | Marie Meklenbursko-Zvěřínská   |  |              |                                              |  |  |  |  |  |  |  |                                 |
|                         |                                |  |              |                                              |  |  |  |  |  |  |  |                                 |
|                         |                                |  |              | Augusta Reuss Köstritz                       |  |  |  |  |  |  |  |                                 |
|                         |                                |  |              |                                              |  |  |  |  |  |  |  |                                 |